# 河北西路
河北西路是中國宋朝、金朝设置的一个路，地處北宋的北部。
宋仁宗庆历二年（1042年），河北路旧分东、西两路，后并为一路。 熙宁六年（1073年）正式分河北路为河北东路、河北西路二路，以今白洋淀向南子牙河、滏阳河及京广铁路东为二路分界线。河北西路治所在真定府，金朝东部和西南有所缩小。元朝初年废除。
- 宋朝管辖：真定府、相州、定州、邢州、怀州、卫州、洺州、深州、磁州、祁州、赵州、保州、安肃军、永宁军、广信军、顺安军
- 金朝管辖：真定府、彰德府（相州）、中山府（定州）、威州、沃州、邢州、洺州、磁州、祁州、濬州、卫州、滑州

## 长官

### 金朝
关于金朝的河北西路兵马都总管兼真定尹，参见真定府